# Mešovice

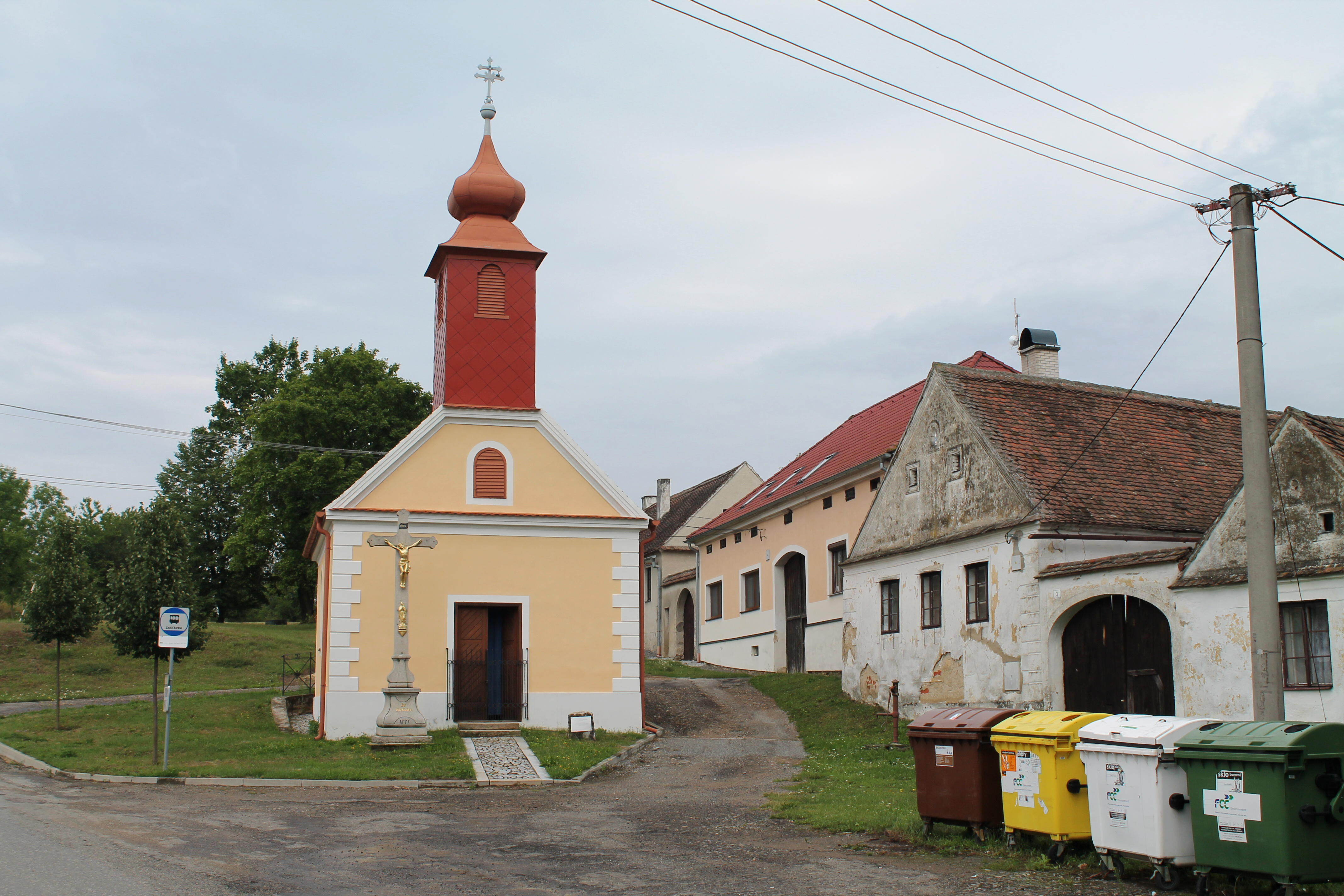
Dorfplatz mit Kapelle des hl. Bartholomäus

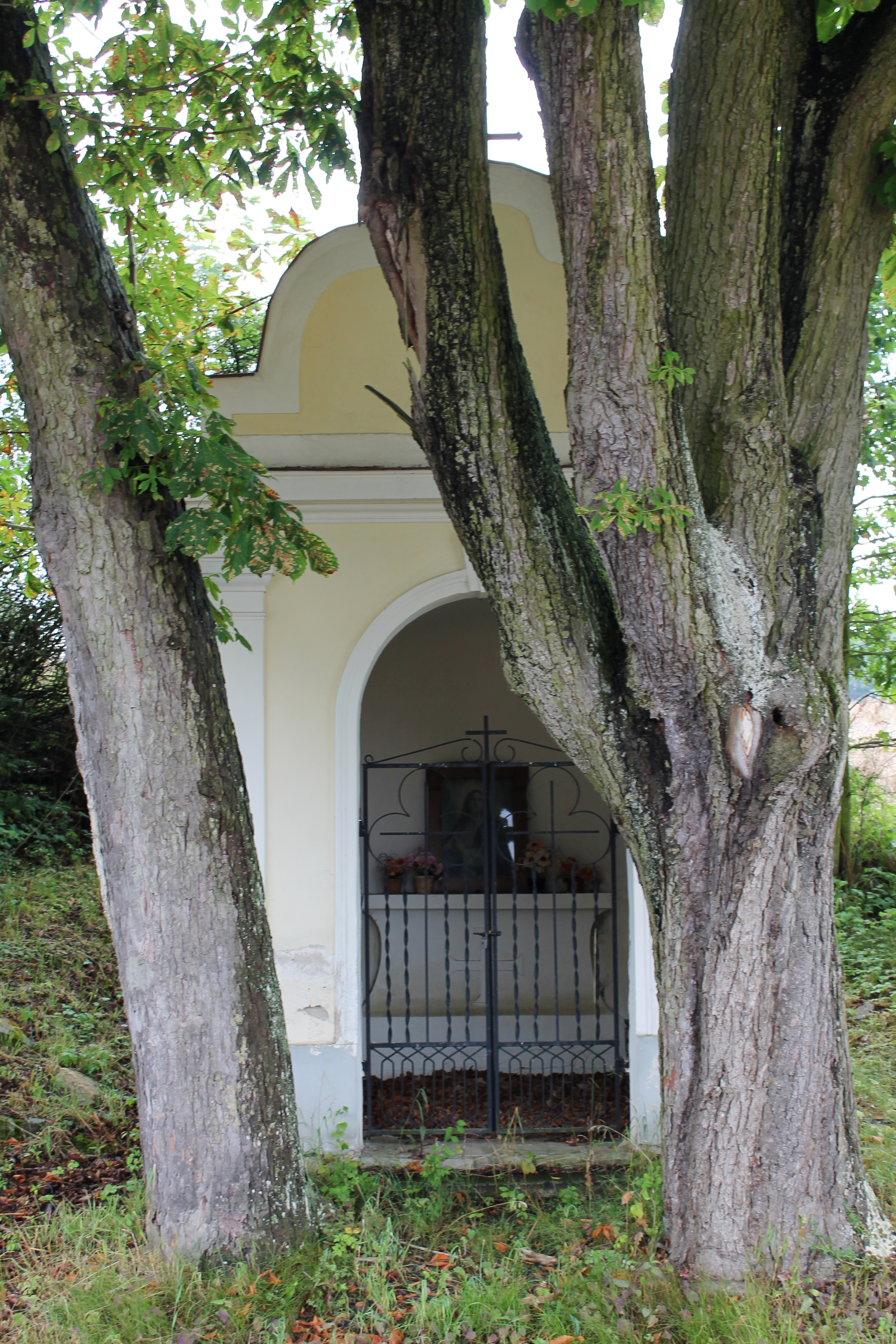
Wegekapelle an der Straße nach Vratěnín

Mešovice (deutsch Nespitz) ist ein Ortsteil der Gemeinde Uherčice in Tschechien. Er liegt elf Kilometer südlich von Jemnice nahe der österreichischen Grenze und gehört zum Okres Znojmo.

## Geographie
Das Breitangerdorf Mešovice befindet sich beiderseits der Blatnice (Ungersbach) in der Bítovská pahorkatina (Vöttauer Hügelland). Im Südwesten erhebt sich der Šibeník (Galgenberg, 517 m n. m.), westlich der Kysibl (Gießhübel, 485 m. n.m.) und im Nordwesten die Olivetská hora (Oelberg, 482 m. n.m.). 
Nachbarorte sind Bačkovice im Norden, Lubnice im Nordosten, Korolupy im Osten, Uherčice und Dvůr Mitrov im Südosten, Vratěnín im Süden, Luden, Rabesreith und Schaditz im Südwesten, Hluboká und Rancířov im Westen sowie Županovice, Dešná und Dančovice im Nordwesten. 

## Geschichte
Nespitz gehörte wahrscheinlich ursprünglich zu den Gütern des Stiftes Geras und gelangte nach dessen Zerstörung an die Herren von Tierna. Die erste schriftliche Erwähnung erfolgte im Jahre 1348, als der böhmische König Karl IV. dem Heinrich von Waldsee das Städtchen Fratting und drithalb Lehen in dem Dorf Nespitz, die dieser von Johann, Albrecht und Heinrich von Klingenberg erkauft hatte, als erbliches Lehen gewährte. 1446 forderten die in Znaim versammelten mährischen Stände Smil von Bítov zur Rückstellung der dem Stift Geras entzogenen Dörfer Nespitz, Hafnerluden, Ranzern und Hostowitz auf. Im Jahre 1480 erwarben die Herren Kraiger von Kraigk das Gut Fratting und schlugen es 1487 der Herrschaft Freistein zu. König Ladislaus Jagiello entließ die dem Wolfgang Kraiger von Kraigk gehörigen Herrschaften Freistein und Zornstein aus dem Lehen; 1493 bestätigte er Wolfgangs Sohn Leopold Kraiger von Kraigk den Besitz der Burg Zornstein, der zerstörten Burg Freistein, des Städtchens Fratting und zahlreicher Dörfer, darunter auch Nespitz. 1561 verzichtete Wenzel Kraiger von Kraigk auf die Anfallsverbindlichkeit zu Gunsten der Märkte Fratting und Freistein sowie der Dörfer Nespitz, Stallek, Hafnerluden, Kurlupp und Größing (Křeslík). Die Herren Kraiger von Kraigk ließen das wüste Dorf Ungerschicz neu aufbauen und dort die Feste Neu Ungarschitz als neuen Herrschaftssitz errichten. Wenzel Kraiger von Kraigk ließ 1563 die Herrschaft Ungarschitz mit allem Zubehör auf Adam Wolf Kraiger von Kraigk intabulieren, der sie im Jahr darauf dem Wolf Strein von Schwarzenau überschrieb. 1628 erwarb Jakob von Berchtold die Herrschaft Ungarschitz von Hans Georg Strein von Schwarzenau. Die Berchtoldschen Erben verkauften die Herrschaft 1692 an Donat Johann Heißler von Heitersheim, dessen Sohn Franz Joseph sie 1732 an Anton von Hartig veräußerte. Ab 1764 besaß Johann Heinrich von Nimptsch die Herrschaft Ungarschitz; 1768 gelangte die Herrschaft an das Adelsgeschlecht Collalto und wurde Teil des Familienfideikommisses Pirnitz. 1793 gab es in Nespitz 35 Häuser, in denen 232 Menschen lebten. 
Im Jahre 1834 bestand das im Znaimer Kreis gelegene Dorf Nespitz, auch Nospitz, Mošowice bzw. Nešpyce genannt, aus 38 Häusern mit 227 deutschsprachigen Einwohnern. Haupterwerbsquelle bildete die Landwirtschaft. Westlich lag der herrschaftliche Meierhof Neuhof mit einem Jägerhaus. Pfarr- und Schulort war Fratting.
Bis zur Mitte des 19. Jahrhunderts blieb Nespitz – mit Ausnahme von zwei zur Herrschaft Vöttau gehörigen Bauernhöfen – der Fideikommissherrschaft Ungarschitz untertänig.
Nach der Aufhebung der Patrimonialherrschaften bildete Nespitz / Mešovice ab 1848 eine Gemeinde im Gerichtsbezirk Jamnitz. Ab 1869 gehörte Nespitz zum Bezirk Datschitz; zu dieser Zeit hatte das Dorf 215 Einwohner und bestand aus 38 Häusern. 1896 wurde die Gemeinde dem Bezirk Mährisch Budwitz zugeordnet. Im Jahre 1900 lebten in Nespitz 183 Personen; 1910 waren es ebenso viele. Nach dem Ersten Weltkrieg zerfiel der Vielvölkerstaat Österreich-Ungarn, das Dorf wurde 1918 Teil der neu gebildeten Tschechoslowakischen Republik. Beim Zensus von 1921 lebten in den 37 Häusern von Nespitz 199 Personen, darunter 128 Deutsche und 68 Tschechen. Im Jahre 1930 bestand Nespitz aus 37 Häusern und hatte 211 Einwohner, darunter 122 Deutsche und 88 Tschechen. Nach dem Münchner Abkommen wurde die Gemeinde 1938 dem Großdeutschen Reich zugeschlagen und gehörte bis 1945 zum Kreis Horn. 1939 lebten 191 Personen in Nespitz. Nach dem Ende des Zweiten Weltkrieges kam Mešovice 1945 zur Tschechoslowakei zurück, es erfolgte die Wiederherstellung der alten Bezirksstrukturen. Im Juni 1945 wurden alle deutschsprachigen Bewohner über die Grenze nach Österreich vertrieben. Im Jahre 1950 hatte Mešovice nur noch 141 Einwohner. Bei der Gebietsreform von 1960 wurde Mešovice im Zuge der Aufhebung des Okres Moravské Budějovice dem Okres Znojmo zugeordnet. 1961 erfolgte die Eingemeindung nach Vratěnín. Am 24. November 1990 löste sich Mešovice von Vratěnín los und wechselte zur Gemeinde Uherčice. Beim Zensus von 2001 lebten in den 25 Häusern von Mešovice 62 Personen.

## Ortsgliederung
Zu Mešovice gehört die Wüstung Nový Dvůr (Neuhof).
Der Ortsteil bildet einen Katastralbezirk.

## Sehenswürdigkeiten
- Kapelle des hl. Bartholomäus auf dem Dorfanger
- Steinernes Kreuz vor der Bartholomäus-Kapelle
- Wegekapelle an der Straße nach Vratěnín
- Nischenkapelle am Ortsausgang nach Dančovice
- Nischenkapelle unterhalb der Olivetská hora an der Straße nach Dančovice